# Манзюк Микола Гаврилович
Микола Гаврилович Манзюк (1903, місто Катеринослав, тепер місто Дніпро — 2 травня 1954, місто Дніпропетровськ, тепер місто Дніпро) — радянський державний діяч, 2-й секретар Дніпропетровського міськкому КП(б)У, заступник голови виконавчого комітету Дніпропетровської обласної ради депутатів трудящих.

## Життєпис
Народився в родині селянина. Потім батько працював робітником заводу в місті Катеринославі.
Трудову діяльність розпочав у 1918 році учнем пекара в приватній пекарні. Невдовзі став учнем токаря заводу «Дніпроцвях». Працював на маслозаводі, спиртовому заводі, держкруподерці, держкомунгоспі міста Катеринослав (Дніпропетровська). У 1923 році вступив до комсомолу.
Член ВКП(б) з 1927 року.
З 1929 року — завідувач агітаційно-масового відділу Петриківського районного комітету ВКП(б) на Дніпропетровщині.
До 1933 року — студент Харківського інституту журналістики.
У 1933—1937 роках — редактор Петриківської районної газети Дніпропетровської області; редактор Долинської районної газети Дніпропетровської області.
У 1937—1938 роках — інструктор, завідувач відділу преси і друку Дніпропетровського обласного комітету КП(б)У.
26 травня 1938 — 1941 року — 2-й секретар Дніпропетровського міського комітету КП(б)У. Влітку 1941 року — в.о. 1-го секретаря Дніпропетровського міського комітету КП(б)У.
У 1941—1942 роках — інструктор політичного відділу дивізії, уповноважений військової ради Південного фронту РСЧА.
У 1942—1943 роках — відповідальний організатор ЦК ВКП(б).
З жовтня 1943 по липень 1944 року — 2-й секретар Дніпропетровського міського комітету КП(б)У.
У 1945 (затверджений в червні 1945) — 2 травня 1954 року — заступник голови виконавчого комітету Дніпропетровської обласної ради депутатів трудящих.
Раптово помер 2 травня 1954 року в місті Дніпропетровську.

## Звання
- старший політрук

## Нагороди і звання
- орден Трудового Червоного Прапора
- орден «Знак Пошани» (23.01.1948)
- медаль «За перемогу над Німеччиною у Великій Вітчизняній війні 1941—1945 рр.» (1945)
- медалі